# Chorwackie kompanie pociągów pancernych
Chorwackie kompanie pociągów pancernych - oddziały wojskowe Chorwackiej Domobrany podczas II wojny światowej.
1 Kompania Pociągów Pancernych (1 satnija oklopljenih vlakova)

Została sformowana w 1942 r. Prawdopodobnie była podporządkowana 1 Pułkowi Piechoty. W listopadzie 1942 r. dowództwo kompanii stacjonowało w Doboj we wschodniej Bośni. Przed 1 września 1944 r. przeniosło się do Slavonskiego Brodu.
2 Kompania Pociągów Pancernych (2 satnija oklopljenih vlakova)

Została sformowana w 1942 r. jako część 2 Pułku Piechoty. Na początku września 1943 r. podlegały jej pociągi pancerne nr 1 i nr 2, działające na liniach kolejowych na północ i wschód od Zagrzebia. Taktycznie były one podporządkowane Niemieckiemu Sztabowi Ochronnemu Pociągów Pancernych w Chorwacji.
3 Kompania Pociągów Pancernych (3 satnija oklopljenih vlakova)

Została sformowana w 1942 r. Były jej podporządkowane pociągi pancerne "Ris", "Vuk" i "Lisac", działające na obszarze Bośni i Hercegowiny.
4 Kompania Pociągów Pancernych (4 satnija oklopljenih vlakova)

5 Kompania Pociągów Pancernych (5 satnija oklopljenih vlakova)

Została sformowana pod koniec 1943 r. w Karlovacu jako część 3 Pułku Piechoty. Liczyła 5 oficerów, 15 podoficerów i 141 szeregowych. Na początku marca 1944 r. podlegały jej 2 pociągi pancerne, działające w rejonie Karlovaca. We wrześniu tego roku operowały one na linii kolejowej Karlovac-Zagrzeb-Ozalj-Rečica-Glogornički Mosr, pod zwierzchnictwem 2 Brygady Garnizonowej.